# Надарени (ТВ серија)
Надарени (енгл. The Gifted) је америчка суперхеројска телевизијска серија творца Мета Никса за Fox, заснована на Икс-мен својствима Marvel Comics-а, смештена у алтернативну временску линију где су Икс-мен нестали. Серија је продуцирана од стране 20th Century Fox Television-а у асоцијацији са Marvel Television-ом, са Никсом који служи као шоуранер.
Улоге играју Стивен Мојер и Ејми Ејкер као обични родитељи који поведу породицу у бекство након што открију мутантске способности своје деце. У серији такође глуме Шон Тил, Натали Алин Линд, Перси Хајнс Вајт, Коби Бел, Џејми Чунг, Блер Редфорд и Ема Думон, са Скајлер Самјуелс и Грејс Бајерс које су им се придружиле у другој сезони. Серија је добила пилот-обавезу у Fox-у након што се претходни покушај Икс-мен телевизијске серије није померио напред на мрежи 2016. године; Надарени су наложени за серију у мају 2017. године.
Прва сезона серије Надарени се емитовала од 2. октобра 2017. до 15. јануара 2018. године и састоји се од 13 епизода. Добила је углавном позитивне критике критичара и „солидну” гледаност. У јануару 2018. године, серија је обновљена за 16-епизодну другу сезону, која је почела да се емитује 25. септембра 2015. године. Дана 17. априла 2019. године, Fox је отказао серију након две сезоне.

## Радња
Двоје обичних родитеља преузимају породицу у бекство од владе када открију да њихова деца имају мутантне способности и придружују се подземној заједници мутаната који се морају борити да би преживели. На крају прве сезоне неколико чланова подземља одлази да се придруже Најужем кругу, а у другој сезони долази до сукоба између ових група као и других са сопственим екстремним идеологијама.

## Улоге и ликови
- Стивен Мојер као Рид Стракер: 
Као тужилац специјализован за мутантске злочине, Рид верује да врши патриотску дужност стављајући иза решетака опасне људе који крше закон. Али пошто агенција за коју ради прогласи његову сопствену децу за претњу, Рид и његова породица су присиљени да оду у илегалу с групом мутаната као јединим савезницима.
- Ејми Ејкер као Кејтлин Стракер: 
Кејтлин би учинила све да заштити своју породицу. То никада није било очигледније него када јој син открије раније непознате и опасне мутантске способности током инцидента у школи. Она и њена породица сада морају да удруже снаге с групм одбеглих мутаната, где ће њени матерински инстикти бити на најтежем тесту.
- Шон Тил као Марко Дијаз / Еклипс: 
Због своје способности да апсорбује светлост и манипулише њоме, Маркос / Еклипс је већ био тражен од стране Сентинел Сервиса. Сада, када су му одутели оно што највише воли, ништа га неће зауставити у намери да помогне његовој подземој мрежи мутаната да узврате ударац.
- Натали Алин Линд као Лорен Стракер: 
Одлучна старија ћерка Стракерових крила је своју мутацију од свих људи у свом животу. Међутим, након што њен брат доживи трауматични догађај који ослобађа сопствене мутантске способности, Лорен је присиљена да открије своје како би помогла да одржи своју породицу безбедном, док очајнички покушавају да се сакрију од немилосрдне владине организације.
- Перси Хајнс Вајт као Енди Стракер: 
Током застрашујућег сусрета у школи, млађи син Стракерових мора брзо да прихвати мутантске способности које није ни знао да поседује. Нехотично коришћење моћи током инцидента у школи претворило је њега и његову породицу у бегунце. Након што се нерадо придруже подземној мрежи која помаже мутантима у невољи, Енди ће бити стављен на искушења које није могао ни да замисли.
- Коби Бел као Џејс Тарнер: 
Као члан Сентинел Сервиса, Џејс је посвећен заштити света од мутаната који крше закон. Он је задужен за проналажење породице Стракер и мутантске организације која их крије. Тај лов на људе ће га навести да преиспита све у шта верује у вези са својом мисијом, као и сопствени морални компас.
- Џејми Чунг као Кларис Фонг / Блинк: 
Кларис / Блинк је већ дуже време у бекству и једино је њена способност телепортације задужена за то што још увек није ухапшена од стране Сентинел Сервиса, Као траћени бегунац, она нема другог избора осим да удружи снаге с мутантским подземљем како би себе и друге одржала у животу.
- Блер Редфорд као Џон Праудстар / Тандербирд: 
Надљудска снага и супермоћ за праћење злих људи помогле су Џону / Тандербирду да преузме вођство над групом мутаната који су отишли у подземље како би избегли да буду откривени. Са Сентинел Сервисима за петама, он и његова група—заједно са породицом Стракер—сада су приморани да се боре за свој опстанак.
- Ема Думонт као Лорна Дејн / Поларис: 
Лорна / Поларис је бунтовна млада жена која има моћ да манипулише магнетизмом. Успела је да са својим пријатељима мутантима створи нешто налик породици. Међутим, након што добије шокантне вести, схвата да су улози још већи. Не само да се бори за сопствени живот, већ и за опстанак свих мутаната.
- Скајлер Самјуелс као сестре Фрост: 
Есме, Софи и Фиби Фрост су телепатске тројке са својим дневним редом, одвојеним од програма мутаната из подземља, Сентинел Сервис и Трек Индустриз.
- Грејс Бајерс као Рива Пејџ: 
Вођа „Најужег круга” са елитним бендом следбеника који је представљен у другој сезони. Она поседује деструктивне звучне моћи.

## Епизоде
| Сезона | Сезона | Епизоде | Епизоде | Оригинално емитовање | Оригинално емитовање |
| Сезона | Сезона | Епизоде | Епизоде | Премијера            | Финале               |
| ------ | ------ | ------- | ------- | -------------------- | -------------------- |
|        | 1.     | 13      | 13      | 2. октобар 2017.     | 15. јануар 2018.     |
|        | 2.     | 16      | 16      | 25. септембар 2018.  | 26. фебруар 2019.    |

### 1. сезона (2017–18)
| Бр. еп. (укупно) | Бр. еп. (у сезони) | Наслов             | Редитељ         | Сценариста                     | Премијера          | Прод. код | Гледаност у С.А.Д. (милиони) |
| --- | ------------------ | ------------------ | --------------- | ------------------------------ | ------------------ | --------- | ---------------------------- |
| 1 | 1                  | Изложен            | Брајан Сингер   | Мет Никс                       | 2. октобар 2017.   |           | 4.90                         |
| Градски тужилац Рид Стракер схвата да су Лорен и Енди, његово двоје тинејџерске деце, мутанти. Схвата и да држава никад неће стати док их не ухвати. Како би спасли своје двоје деце, Рид и његова супруга Кејтлин морају да пронађу Институт мутаната. |                    |                    |                 |                                |                    |           |                              |
| 2 | 2                  |                    | Лен Вајзман     | Мет Никс                       | 9. октобар 2017.   |           | 3.79                         |
| Након што је напрегнула своје моћи ван граница, Блинк упада у стање шока, а Кејтлин и Еклипс морају да пронађу посебан серум који ће помоћи Блинк да се опорави. У међувремену, Рид мора да донесе тешке одлуке о својој породици. Поларис је у невољи. |                    |                    |                 |                                |                    |           |                              |
| 3 | 3                  | Егзодус            | Скот Питерс     | Рашад Рајсани                  | 16. октобар 2017.  |           | 3.46                         |
| У жељи да се уједине, Рид склапа договор са Сентинел сервисима, а Кејтлин и деца траже помоћ од неког напољу. У међувремену, Тандерберд почиње да учи Блинк да управља моћима.                                                                          |                    |                    |                 |                                |                    |           |                              |
| 4 | 4                  | Стратегија бега    | Карен Гавиола   | Мередит Лавандер и Марси Јулин | 23. октобар 2017.  |           | 3.36                         |
| Када мутанти склопе план да сруше Сентинел сервис, Еклипс трага за старим пријатељем из своје мрачне прошлости како би дошао до неких употребљивих података. У међувремену, Лорен и Енди покушавају да уједине своје моћи како би помогли групи.        |                    |                    |                 |                                |                    |           |                              |
| 5 | 5                  | Заглављен          | Џерамаја Чечик  | Џим Камполонго                 | 30. октобар 2017.  |           | 3.43                         |
| Мотивисан трагичним догађајем из прошлости, Џејс користи сву моћ Сентинела да пронађе улаз у Институт. У међувремену, снови воде Блинк да се суочи са Сањаром.                                                                                          |                    |                    |                 |                                |                    |           |                              |
| 6 | 6                  | Чувам ти леђа      | Крејг Сајбелс   | Мелинда Хсу Тејлор             | 6. новембар 2017.  |           | 3.17                         |
| Када Кларис напусти Институт, Маркос и Џон смишљају алтернативни начин да упадну у савезну зграду. План укључује Рида и Ендија. У међувремену, Кејтлин се буни након што Лорна почне да обучава Лорен како да користи своје моћи за напад.              |                    |                    |                 |                                |                    |           |                              |
| 7 | 7                  | Екстремне мере     | Стивен Сарџик   | Мајкл Хоровиц                  | 13. новембар 2017. |           | 3.00                         |
| Еклипс добија позив од своје бивше љубавнице Кармен и мора да се присети своје мрачне прошлости како би заштитио Институт мутаната. Рид и Сејџ читају поверљиве документе које су пронашли и откривају узнемирујуће податке о Лоренином пријатељу.      |                    |                    |                 |                                |                    |           |                              |
| 8 | 8                  | Претња истребљењем | Стивен Депол    | Карли Сотерас                  | 20. новембар 2017. |           | 2.90                         |
| Све више избеглица долази у Институт, али група се суочава са претњом након што открију да је неко међу њима шпијун који ради за Сентинел сервис. У међувремену, Рид одлази код свог отуђеног оца и сазнаје корисне тајне из прошлости своје породице.  |                    |                    |                 |                                |                    |           |                              |
| 9 | 9                  | Надмудрити         | Лиз Фредландер  | Бред Маркес                    | 4. децембар 2017.  |           | 2.81                         |
| Екипа прави рискантан план да ослободи мутанте који су у заточеништву Сентинел сервиса. Рид открива Ендију и Лорен детаље о прошлости породице Стракер, који би могли све да промене.                                                                   |                    |                    |                 |                                |                    |           |                              |
| 10 | 10                 | Искориштен         | Крејг Сајбелс   | Џим Камполонго                 | 11. децембар 2017. |           | 2.78                         |
| Есме покреће сопствени план и убеђује Стракере да питају Џејса да премести затворенике у Траску. У међувремену, Родерик испитује обим Ендијевих и Лорениних моћи.                                                                                       |                    |                    |                 |                                |                    |           |                              |
| 11 | 11                 | 3 1                | Дејвид Стрејтон | Мелинда Хсу Тејлор             | 1. јануар 2018.    |           | 2.54                         |
| Расту тензије у Центру мутаната и нико не зна коме може да се верује. Плашећи се за безбедност своје породице, Рид преиспитује њихову будућност. У међувремену, др Кембл предлаже Џејсу унапређени програм који би могао све да промени.                |                    |                    |                 |                                |                    |           |                              |
| 12 | 12                 | Извлачење          | Скот Питерс     | Мајкл Хоровиц                  | 15. јануар 2018.   |           | 3.42                         |
| Др Кембл одлази на самит који се залаже за борбу против мутаната који покушавају да подигну програм Хаунд на државни ниво. Неки мутанти иду на опасан задатак да спрече Кембла. Поларис добија нове податке о својој прошлости и доноси важну одлуку.   |                    |                    |                 |                                |                    |           |                              |
| 13 | 13                 | Икс путеви         | Стивен Сарџик   | Мет Никс и Џим Гарви           | 15. јануар 2018.   |           | 3.42                         |
| У финалу прве сезоне, Институт је нападнут и, с обзиром на то да све виси о концу, односи су пред испитом и стране се мењају. |                    |                    |                 |                                |                    |           |                              |

### 2. сезона (2018–19)
Надарени (2. сезона)